# کیوان شیرآقایی (ووشوکار)
علی شیرآقایی معروف به کیوان شیرآقایی (زاده ۲۳ اسفند ۱۳۶۸ در قائم‌شهر) ووشوکار سابق تیم ملی و سرمربی ووشو ساندا ایران است.

## دوران سرمربی‌گری

### انتخابی جام جهانی ۲۰۲۴ ووشو:
در این مسابقات که به میزبانی چین برگزار شد، تیم ملی در تیمی عنوان قهرمانی را کسب کرد. در ساندا در بخش مردان، با هدایت شیرآقایی موفق به کسب ۵ مدال طلا برای کاروان ایران شد.

### قهرمانی لیگ برتر ۱۴۰۰ ووشو:
شیرآقایی به همراه تیم دانشگاه آزاد اسلامی، موفق به کسب مقام قهرمانی در سال ۱۴۰۰ شد.

### نایب قهرمانی مسابقات آسیایی ۲۰۲۳ ماکائو:
‎تیم ۱۴ نفره ووشو ایران با کسب ۱۳ مدال طلا، نقره و برنز و عنوان نایب قهرمانی بخش ساندا به کار خود در یازدهمین دوره مسابقات قهرمانی رده های سنی آسیا پایان داد.

### بازی های همبستگی کشورهای اسلامی ۲۰۱۷ آذربایجان
در این دوره از مسابقات، تیم ملی ووشوی ایران که با ۶ سانداکار راهی بازی‌های کشورهای اسلامی شده بود، ۶ مدال طلا برای کاروان ایران به ارمغان آورد.‎

### قهرمانی آسیا ماکائو ۲۰۲۴
در پایان این دوره از مسابقات تیم ملی ایران با کسب ۷ مدال طلا، ۳ نقره و ۵ برنز عنوان نایب قهرمانی را به خود اختصاص داد. دوره قبلی این مسابقات سال ۱۳۹۵ به میزبانی چین تایپه برگزار شده بود که تیم کشورمان با همین تعداد مدال عنوان نایب قهرمانی را کسب کرده بود و بعد از هشت سال همان نتیجه تکرار شد.‎‎‎

## دیدگاه‌ها
‎شیرآقایی در مصاحبه‌ای با خبرگزاری تسنیم در خصوص جوانگرایی ترکیب تیم ملی گفت: توانایی ورزشکاران باسابقه ما ثابت شده است و قهرمانانی مانند محسن محمدسیفی، یوسف صبری، افشین سلیمی و معین تقوی بارها ثابت کردند که می‌توانند نتایج خوبی برای ما کسب کنند و چندین مدال جهانی و آسیایی دارند، اما تصمیم ما این بود که با توجه به شرایط سنی ورزشکاران تغییر نسل اتفاق بیفتد. مسابقات قهرمانی آسیا فرصت مناسبی برای جوانگرایی و استراحت به ورزشکاران با سابقه بود. سرمربی تیم ملی ووشو تصریح کرد: در ترکیب این تیم از بازیکنان بازی‌های آسیایی هیچ بازیکنی را نداریم و از ترکیب نفرات مسابقات جهانی که در انتخابی جام‌جهانی حضور داشتند نیز سیفی و تقوی را نداریم. جایگزین این نفرات بازیکنان جوانی شدند تا میانگین سنی ما زیر 22 سال باشد. سه نفر از بچه‌های ما که از رده سنی جوانان وارده رده سنی بزرگسالان شدند و فقط علی خورشیدی سابقه حضور در مسابقات آسیایی و جهانی را دارد و سایر نفرات برای اولین بار به مسابقات آسیایی یا جهانی بزرگسالان اعزام می‌شوند.